# Traumatické poranění mozku
Traumatické poranění mozku (TBI z anglického Traumatic brain injury), také intrakraniální poranění nebo jednoduše poranění hlavy, je poranění mozku způsobené fyzickým traumatem, které poničí mozek. TBI je jednou ze dvou podmnožin získaných poranění mozku (tou druhou jsou netraumatická poranění mozku, tj. poranění způsobená bez zapříčinění vnější mechanické síly jako například meningitida, mozková mrtvice). TBI může vzniknout uzavřeným poraněním hlavy (není porušená lebka) nebo penetrujícím poraněním hlavy (poranění kůže, lebky i tvrdé pleny (dura mater)). Poničeny jsou různé části mozku, mozkové hemisféry, cerebellum (mozeček) a nebo mozkový kmen (truncus encephali).
TBI dělíme na lehké, střední nebo těžké, záleží to na rozsahu poranění způsobené mozku. TBI může způsobit široké spektrum fyzických, kognitivních a psychických/emocionálních poruch. Zároveň má široký dopad také na široké okolí postiženého. Výsledkem TBI může být jakýkoliv stav od kompletního uzdravení přes trvalou disabilitu až po smrt.
Typy poranění mozku
- otřes mozku (commotio cerebri) – reversibilní porucha CNS (centrální nervové soustavy) bez morfologických změn v mozkové tkáni. Bez trvalých následků.
- pohmoždění mozku (contusio cerebri) – jde o morfologické poškození CNS . Vzniká veliká variabilita ložiskových změn v závislosti na místě poškození.
- roztržení mozku (dilaceratio cerebri) – vzniká přímým poškozením mozku traumatem, většinou ve spojení s poraněním lebky. Stejně jako kontuze se projevuje ložiskovými příznaky, ale s akcentací nálezu a vážnější prognózou.
- Posttraumatické komplikace – patří sem epidurální a subdurální hematomy, intrakraniální hematom, edém mozku, pneumocephalus, parézy mozkových nervů, ložiskový neurologický deficit, posttraumatická epilepsie a parkinsonský syndrom.

## Znaky a symptomy
Některé symptomy jsou viditelné ihned, jiné se projeví až během následujících dnů nebo týdnů.

### Lehké poranění
U lehkého poranění může pacient zůstat při vědomí, nebo ztratí vědomí pouze na několik sekund či minut. Člověk po lehkém TBI může být zmatený a/nebo se nemusí cítit „ve své kůži“ ještě několik dní či týdnů od poranění. Poranění se může projevit pouze snížením dosavadních schopností, jako například řešení problémů, poruchami pozornosti, poruchami paměti, nespavostí. Tyto mírné změny jsou zpočátku nejasné a postižení lidé si jich nemusí být vědomi. Problémy se projeví většinou až v domácím prostředí a po návratu do práce. Dalšími symptomy jsou:
- bolest hlavy
- ztráta orientace
- synkopa, nevolnost (na omdlení)
- závrať
- vidění dvojmo, rozmazaně
- zvonění v uších
- pachuť v ústech
- únava nebo apatie
- změna ve spánkových návycích
- změny chování, osobnosti nebo nálad
- problémy s pamětí, koncentrací a počítáním
- zhoršená koordinace

Symptomy mohou zůstat stejné nebo se postupně vytratí. Zhoršování symptomů značí závažnější poškození mozku.

### Středně těžké poranění mozku
U středně těžkého poranění mozku je škála postižení široká. Mohou se projevovat stejné symptomy jako u lehkého, ale pacient může trpět také:
- ztrátou vědomí
- změna osobnosti
- těžká, trvající nebo zhoršující se bolest hlavy
- opakované zvracení a nausea
- záchvaty
- neschopnost probudit se
- rozšíření (mydriáza) jedné nebo obou zorniček
- nezřetelný mluvený projev
- ochablost končetin, nebo jejich necitlivost/otupění
- ztráta koordinace (oko-ruka, ruka-ruka)
- zvýšená zmatenost, neklid nebo agitovanost
- poruchy kognitivních funkcí (závažnější poruchy paměti, pozornosti a koncentrace)
- poruchy percepce, jako vnímání tělesného schématu, pravolevá diskriminace, apraxie, neglect syndrom,
- poruchy motoriky jako hemiparézy, ataxie, tremor, poruchy rovnováhy

### Těžké poranění
Pacienti s těžkým poraněním mozku jsou alespoň 24 hodin v kómatu. Kvůli poškození mozkového kmene bývá jejich fyzické postižení rozsáhlé. 

Zvracení a neurologický deficit (slabost/necitlivost končetiny) jsou, pokud se vyskytují společně, důležitými ukazateli této prognózy a jejich přítomnost opravňuje k rychlému provedení CT (Počítačová tomografie - Computed Tomography) a neurochirurgické intervence. 

Malé děti se středním nebo těžkým TBI mohou mít některé z následujících symptomů a stejně tak znaky charakteristické pro starší děti.
- neustávající pláč
- odmítání péče nebo jídla

## Příčiny a rizikové faktory
Dopravní nehody týkající se automobilů, motocyklů, jízdních kol a chodců jsou příčinou poloviny všech TBI a zastupují největší část TBI u lidí mladších 75 let. U lidí starých 75 let a více jsou nejčastější příčinou TBI pády. Velké riziko poranění hlavy hrozí také dětem ve věku do pěti let.
Přibližně 20 % poranění mozku je zapříčiněno násilím, jako je střelné poranění a zneužívání dětí, a asi 3% jsou způsobena sportem. Asi u poloviny poranění mozku hraje roli požití alkoholu.
Přežití pacientů závisí do značné míry na příčině poranění. Například v USA přežije asi 89 % pacientů, u kterých došlo k poranění mozku při pádu, avšak pouze 9 % pacientů, u kterých došlo k poranění střelnou zbraní.[5]
Následky po poškození mozku jsou většinou nevratné. Časnou a intenzivní rehabilitací se dají některé funkce obnovit. Mezi možné následky poškození mozku patří:
1. Poruchy motoriky – parézy, plegie, ataxie, poruchy rovnováhy, tremor.
2. Poruchy kognitivních funkcí – poruchy paměti, pozornosti, orientace, řešení problémů, organizace a posloupnost (plánování).
3. Poruchy percepce – agnozie, apraxie, neglect syndrom, rozlišování pravé a levé strany.
4. Psychosociální poruchy – snížený náhled, apatie, agrese, porucha iniciace, neklid, labilita, snížená motivace.

### Fokální vs. difúzní
Poškození způsobené traumatickým poraněním mozku může být buď fokální, ohraničené v jedné oblasti mozku, nebo difúzní, zasahující větší oblast. Difúzní trauma je většinou spojováno s otřesem (otřes mozku následkem náhlého pohybu hlavy), difúzním axonálním poraněním, nebo s kómatem. Lokalizovaná poranění bývají spojována s neurobehaviorálními projevy, hemiparézami a dalšími projevy místního neurologického deficitu. Fokální (místní, ohraničené) typy poranění mozku zahrnují pohmoždění mozkové tkáně, a intrakraniální (do lebky) krvácení, nebo hematom. Hemoragie ( těžké krvácení), která vznikla protržením cévy uvnitř lebky, může být buď extraaxiální tj. krvácí uvnitř nebo do lebky, ale ne uvnitř mozku nebo intraaxiální tj. krvácení do mozku. Extraaxiální krvácení můžeme dále rozdělit na subdurální nebo epidurální hematom a subarachnoidealní krvácení. Epidurální hematom vzniká krvácením do prostoru mezi dura mater (tvrdá plena mozková) a lebkou. Při subdurálním krvácení, vtéká krev do prostoru mezi durou mater a arachnoideou. Subarachnoidealní krvácení je krvácení mezi arachnoideou a povrchem mozku, nejčastěji způsobené rupturou některé z cév na povrchu mozku. Krvácení do samotného mozku se nazývá intracerebrální hematom. Intraaxiální krvácení jsou dále rozdělována na intraparenchymální, které postihují samotnou mozkovou tkáň a intraventrikulární krvácení do komorového systému centrální nervové soustavy (CNS).

### Otevřené vs. zavřené
Traumatické poranění mozku vzniká zavřeným nebo penetrujícím poraněním hlavy. U zavřeného poranění není prolomena ani v ní není trhlina, zatímco při otevřeném (penetrujícím) poranění mozku pronikne nějaký předmět lebkou až do mozkové tkáně. Lebka jako první obranná linie je velmi náchylná k poranění. Fraktury lebky vznikají prasknutím nebo zlomením lebeční kosti. Nejprve dochází k deformaci lebky, která může vyústit v nedislokovanou zlomeninu - lebeční trhlinu (fissuru). Při působení síly velkou rychlostí na menší plochu nemůže dojít k pružné deformaci kosti a vzniká hvězdicovitá zlomenina s vtlačením (impressio).